# Hotel Europa (Sarajevo)
El Hotel Europa (en bosnio: Hotel Evropa; en serbio: Хотел „Европа“) es un hotel histórico en el centro de Sarajevo. Construido e inaugurado en los primeros días de lo que resultó ser 40 años de ocupación austro-húngara de Bosnia y Herzegovina, el hotel ocupa un lugar especial en la tradición de la ciudad como su primera sede hotelera moderna. Durante sus casi siglo y medio de larga existencia, el hotel vio muchos cambios a menudo traídos por acontecimientos geopolíticos bruscos, lo que refleja la historia política y social turbulenta de la ciudad.
Durante el período comunista en Yugoslavia a partir de 1945 hasta 1990, el hotel fue nacionalizado y dirigido por diversas entidades estatales como HTP Evropa. Desde la guerra de Bosnia, la propiedad fue re-privatizada en 2006 y volvió a abrir en 2008.